# 山樺
山樺（Betula lenta），又譯甜樺或黑樺，是桦木属的一種。原產於北美洲東部地區，分佈北起加拿大安大略省最南部，西至緬因州南部，沿阿巴拉契亚山脉南下至喬治亞州北部。山樺是一種落葉喬木，高度可達25米。山樺的樹液具有氣味，可用來製作化學製品。

## 外部連結
- Flora of North America: Betula lenta （页面存档备份，存于） RangeMap: （页面存档备份，存于）
- Betula lenta images at bioimages.vanderbilt.edu